# Oncocnemis conjugata
Oncocnemis conjugata là một loài bướm đêm trong họ Noctuidae.